# Aeroportul Suvarnabhumi
Aeroportul Suvarnabhumi (IATA: BKK, ICAO: VTBS) este un aeroport din Districtul Bang Phli, Provincia Samut Prakan, Thailanda ce deservește zona Bangkok. Aeroportul a fost tranzitat în 2024 de 62.234.693 de pasageri. A fost deschis în 28 septembrie 2006 și numit după Bangkok. 
Situat la o altitudine de 2 m, aeroportul dispune de 2 piste. Este operat de Airports of Thailand⁠(d).